# Ahmed Rami
Ahmed Rami (em árabe: أحمد رامي) (Tafraout, Marrocos, 12 de dezembro de 1946) é um ex-oficial marroquino vivendo em exílio na Suécia como um dissidente político do regime do rei Hassan II. Ahmed Rami foi acusado de ser um cúmplice no golpe de Estado derrotado de Skhirat em julho de 1971 contra Hassan II com o objetivo de abolir a monarquia e fundar uma República Islâmica. Ahmed Rami foi condenado à morte, mas conseguiu fugir do Marrocos.